# هنری بسمر
هنری بسمر (انگلیسی: Henry Bessemer؛ زاده ۱۹ ژانویهٔ ۱۸۱۳ درگذشته ۱۵ مارس ۱۸۹۸) یک مهندس اهل انگلستان بود. او روشی برای تولید فولاد ابداع کرد که به مهم‌ترین روش تولید فولاد در قرن ۱۹ تبدیل شد و شهر شفیلد را به یک مرکز مهم صنعتی تبدیل کرد.
هدف بسمر، کاهش هزینه تولید فولاد برای صنعت توپخانه بود. او با دمیدن اکسیژن از میان توده چدن گداخته (pig iron) توانست ناخالصیها را جدا کند. این روش تولید فولاد را ارزان و سریع ساخت و باعث تحول در صنعت مهندسی سازه‌ها شد.
علاوه بر کوره بسمر، او بیش از صد اختراع دیگر در زمینه تولید آهن، فولاد و شیشه داشت. برخلاف بسیاری از مخترعان، او توانست نوآوریهای خود را به مرحله تولید صنعتی برساند و از منفعت مادی آنها استفاده کند.

## آنتونی بسمر
آنتونی، پدر هنری، در لندن زاده شده بود، اما در ۲۱ سالگی به پاریس مهاجرت کرد. او در ضرابخانه پاریس مشغول شده و اختراعاتی داشت و به دلیل اصلاح میکروسکوپ، عضو آکادمی علوم فرانسه شده بود، اما پس از انقلاب فرانسه مجبور به مراجعه به بریتانیا شده بود. در آنجا او روش موفقی برای تولید زنجیر طلا اختراع کرد که به او کمک کرد املاکی در نزدیکی چارلتون بخرد. هنری در آنجا متولد شد.

## فرایند بسمر

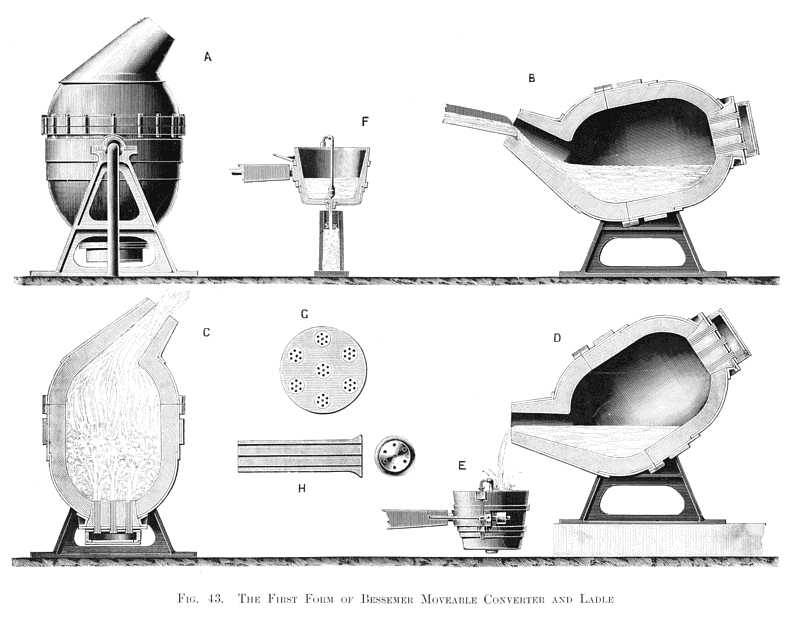
کوره بسمر

در سالهای ۱۸۵۰ تا ۱۸۵۵ هنری بسمر بر روی مسئله تولید کم هزینه فولاد برای صنایع نظامی کارکرد و روش خود را در ۱۸۵۵ به ثبت رساند. در نشست ۲۴ اوت ۱۸۵۶، بسمر برای اولین بار در نشست انجمن بریتانیایی علوم در چلتنهام این فرایند را با عنوان «تولید آهن بدون سوخت» توصیف کرد که سپس به‌طور کامل در نشریه تایمز منتشر شد. فرایند بسمر شامل دمیدن هوا از میان چدن مذاب و استفاده از اکسیژن موجود برای سوزاندن ناخالصی‌ها و در نتیجه ایجاد فولاد می‌باشد. جیمز ناسمیت پیش از بسمر بر روی ایده ای مشابه کار کرده بود اما تمایلی به ثبت رساندن این روش نداشت و هنوز بر روی مشکلات این متد کار می‌کرد. ناسمیت پس از شنیدن سخنرانی بسمر کار بر روی ایده اش را ناتمام گذاشت. بسمر، برای قدردانی از تلاشهای ناسمیت به او یک سوم ارزش «ثبت اختراع» خود را پیشنهاد کرد، اما ناسمیت که در آستانه بازنشستگی بود این پیشنهاد را نپذیرفت.

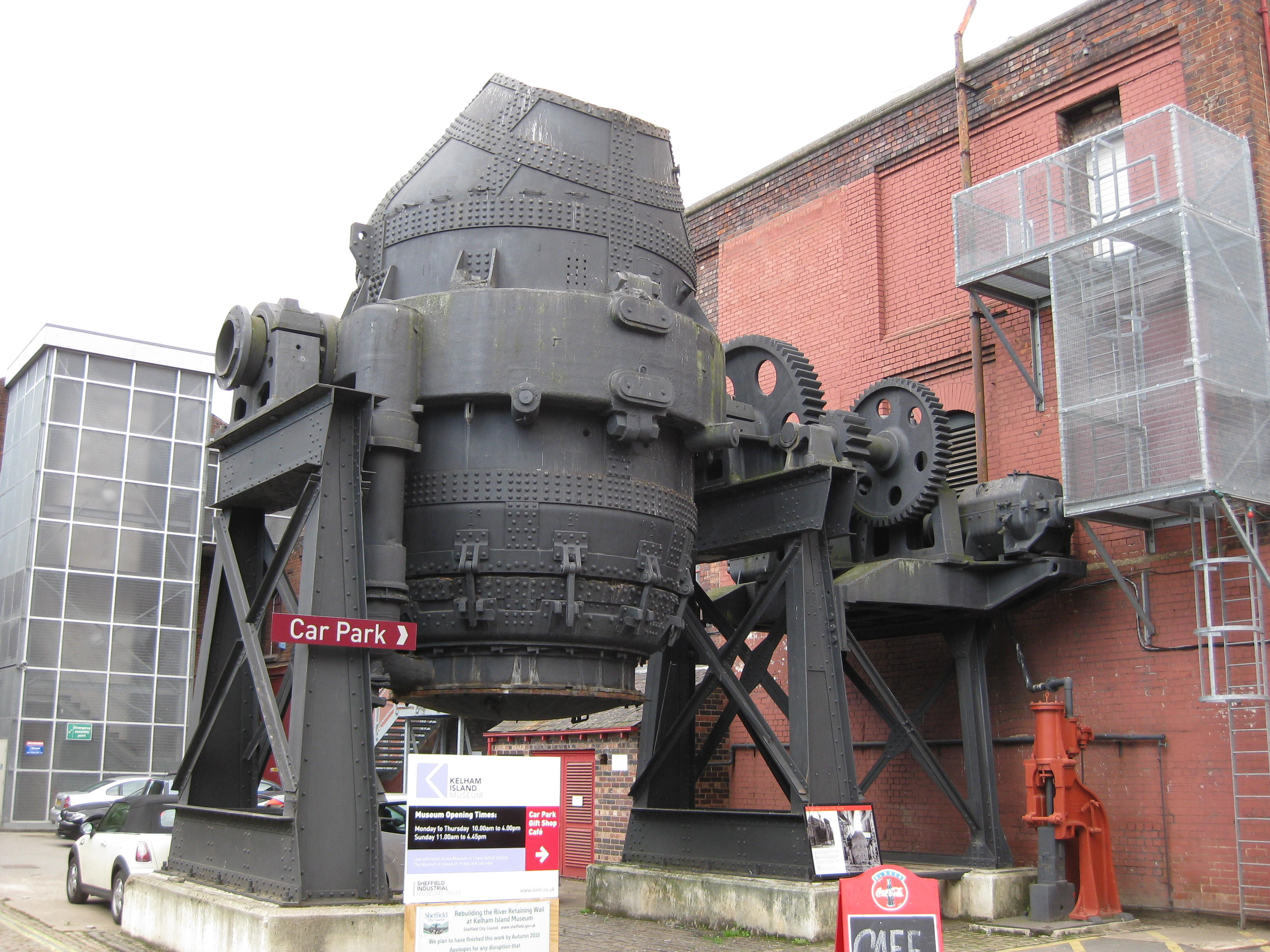
مبدل بسمر در شفیلد انگلستان (۲۰۱۰).

نبود فولاد بسیاری از صنایع را محدود کرده بود و این صنایع از چدن و  آهن چکش خوار (آهن کم کربن) استفاده می‌کردند. در سازه‌هایی مانند راه‌آهن و پلها از چدن استفاده می‌شد و مهندسین و طراحان به شدت محدودیتها و ضعف خواص چدن را احساس می‌کردند. به دلیل شکنندگی چدن، حوادث زیادی در پلهای متعددی اتفاق افتاده بود و این حوادث تا زمانی که این پلها با پلهای فولادی جایگزین شدند ادامه داشت. پلهای ساخته شده از آهن چکش خوار بسیار قابل اعتماد تر بودند و سوانح کمتری در آنها بروز کرده بود.

### اجرا
بسمر مجوز استفاده از اختراع ثبت شده اش در فولادسازی را به پنج نفر که هرکدام مالک یک کارخانه آهن سازی بودند واگذار کرده بود اما این شرکتها در تولید فولاد با کیفیت با مشکل مواجه بودند. گوران فردریک گورانسون سوئدی (بنیانگذار شرکت سندویک) یکی از این افراد بود که برای اولین بار، پس از تلاشهای بسیار، به دلیل استفاده از «آهن چدن» خالصتر سوئد، با استفاده از پروسه بسمر، فولادی با کیفیت بالا به دست آورد. این موفقیت بسمر را واداشت که از چدن خالصتری که از هماتیت کامبرلند به دست می‌آمد فولاد تولید کند اما موفقیت او به دلیل دشواری کنترل میزان کربن، محدود بود. رابرت فارستر ماشت (Robert Forester Mushet) پس از هزاران آزمایش نشان داد که مقدار کربن را می‌توان با زدودن تقریباً همه آن از چدن و سپس اضافه کردن مقداری دقیق از کربن و منگنز به شکل ماده ای به نام spiegeleisen (ترجمه لغوی: فولاد آینه) کنترل کرد. این کار منجر به بهبود کیفیت و افزایش چکش خواری و فرم پذیری فولاد می‌شود.
زمانی که بسمر سعی کرد تغییرات جدید را به آهن سازان بیاموزد، با مقاومت آنها روبرو شد. در نهایت او مجبور شد در شراکت با چند نفر یک کارخانه آهن سازی در شفیلد ایجاد کند تا با روش خود به تولید فولاد بپردازد. خروجی این کارخانه در ابتدا ناچیز بود اما به تدریج قابل توجه شد و رقبا متوجه شدند که شرکت هنری بسمر فولاد را به‌طور قابل ملاحظه ای ارزانتر از آنها می‌فروشد. این مسئله که با درآمد آهن سازان مربوط بود آنها را قانع کرد که مجوز استفاده از روش بسمر را خریداری کنند. حجم خریداری امتیاز استفاده از فرایند بسمر چنان بود که نهایتاً بسمر بیش از یک میلیون پوند استرلینگ از فروش آن درآمد کسب کرد.
اما رابرت ماشت چیزی دریافت نکرد و در سال ۱۸۶۶ بی بضاعت و بیمار بود. در آن سال مری (Mary)، دختر ۱۶ ساله رابرت ماشت، به لندن سفر کرد و با بسمر در دفترش گفتگو کرد و استدلال کرد که موفقیت او بر اساس نتایج رابرت ماشت به دست آمده‌است. بسمر تصمیم گرفت یک حقوق بازنشستگی سالانه ۳۰۰ پوندی که در آن زمان بسیار مبلغ قابل توجهی بود، به رابرت ماشت بپردازد. این مبلغ، احتمالاً برای دور نگهداشتن ماشت از اقدام قضایی، به مدت بیش از ۲۰ سال پرداخت شد.

## نگارخانه

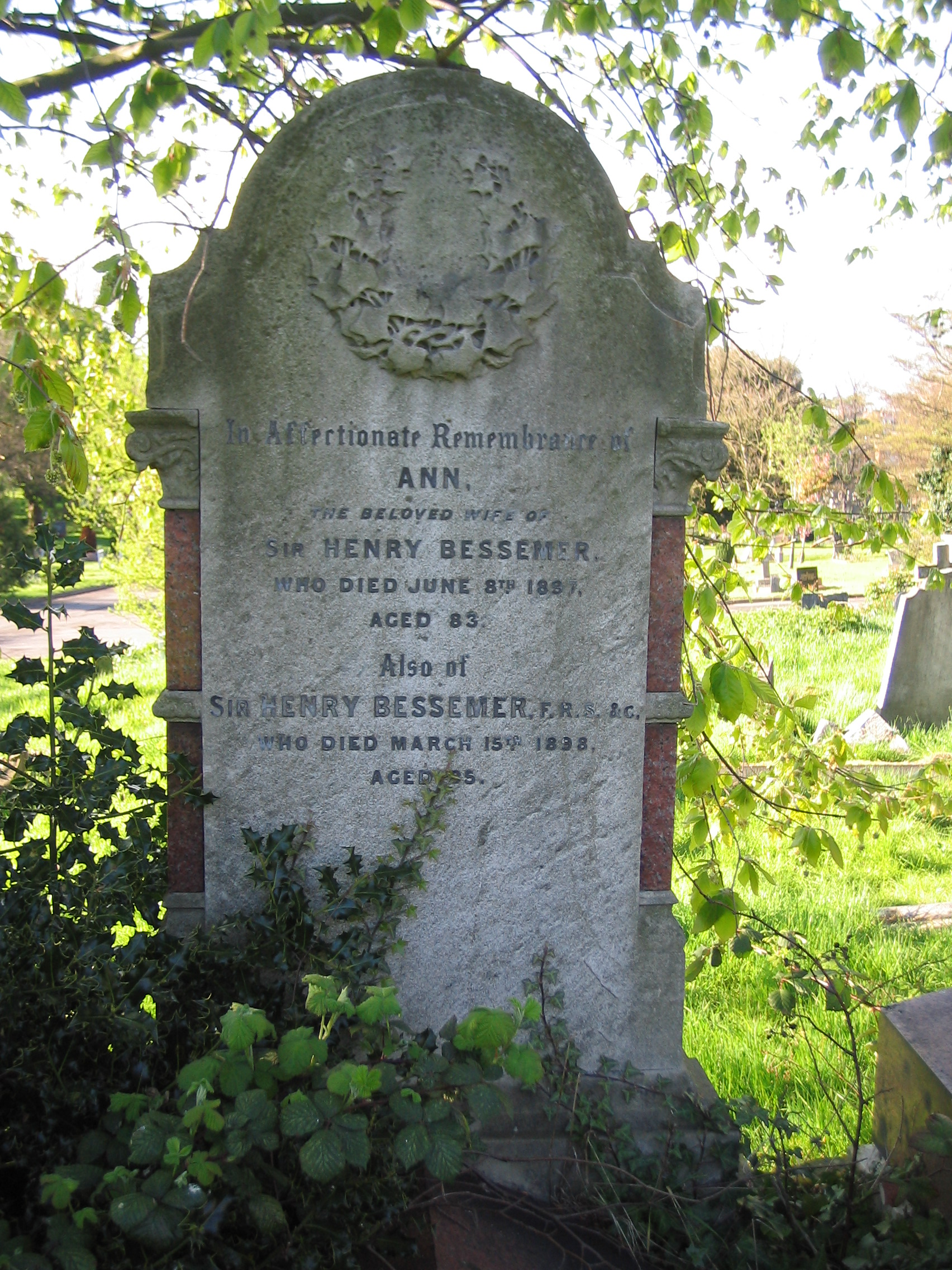